# Jacques Teugels
Jacques Teugels (Ixelles, 3 agosto 1946 – Schepdael, 28 settembre 2024) è stato un calciatore belga, di ruolo attaccante.

## Palmarès

### Club

#### Competizioni nazionali
- Campionato belga: 3

Anderlecht: 1966-1967, 1967-1968
RWD Molenbeek: 1974-1975

#### Competizioni giovanili
- Torneo di Tolone: 1

Anderlecht: 1967